# فیلیپ پینل
فیلیپ پینل (فرانسوی: Philippe Pinel‎) روان‌پزشک معروف فرانسوی قرن هجدهم میلادی است، که او را باید بنیان‌گذار روانپزشکی جدید نامید. او بیماران روانی را از زنجیر رها کرد و از روشی انسانی برای نگهداری و درمان آنها استفاده کرد. به نظر او بیماری روانی پدیده ای طبیعی به علت طبیعی و زیستی  است و نه پدیده ای با علت های ماورایی.
وقتی او در سال 1826 در اثر ذات الریه در گذشت مراسم خاکسپاری برایش ترتیب دادند که نه تنها افراد با نفوذ در اروپا بلکه صدها شهروند عادی از جمله تعدادی از بیماران سابق در تیمارستان های بیستر و سالپتریر در آن شرکت کردند. 

## زندگی

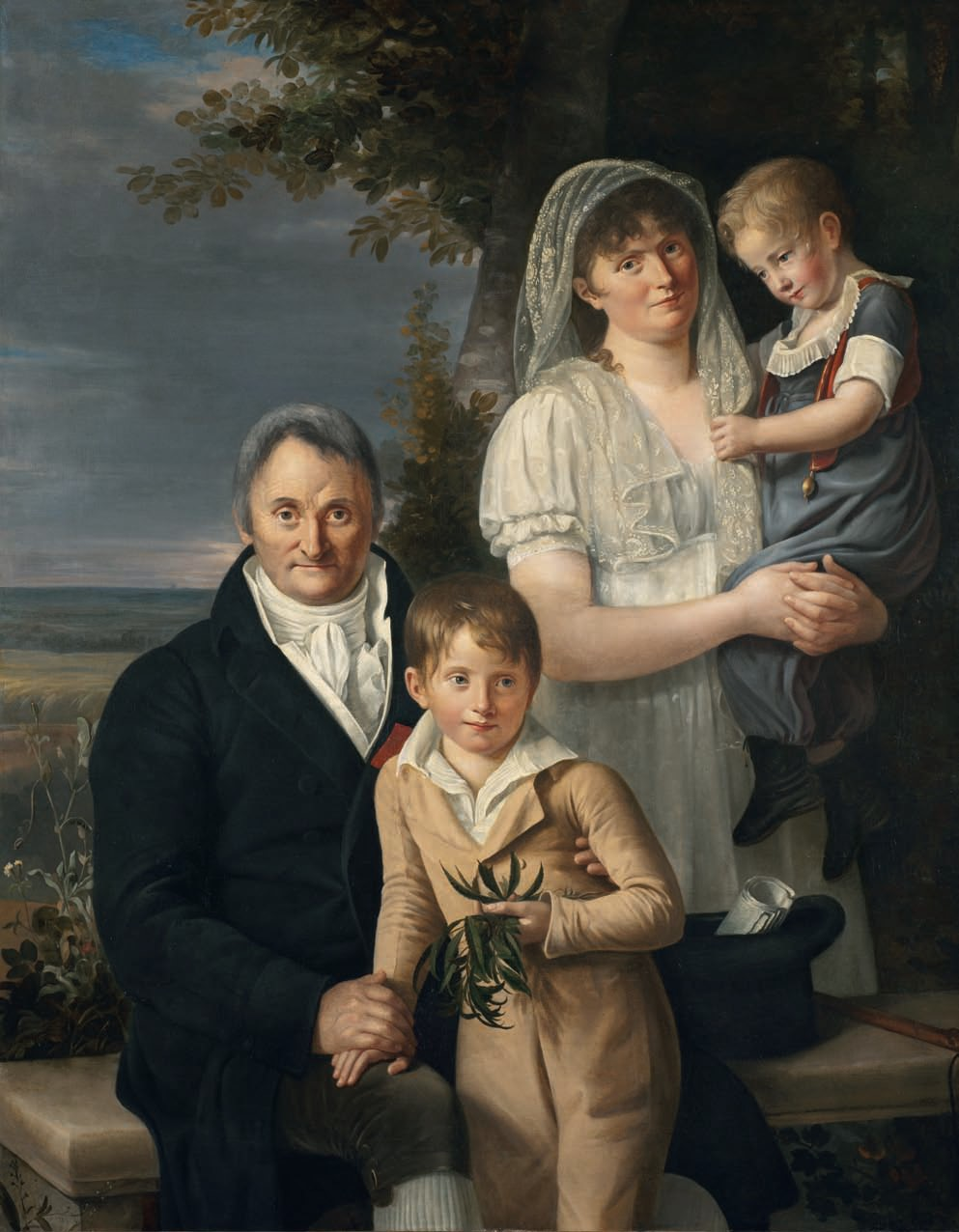
فیلیپ پینل و خانواده اش اثر جولی فارستیر

فلیپ پینل از یک خانواده پزشک بود و مدرک پزشکی خود را در سال 1733 از دانشگاه تولوز دریافت کرد. هنگامی که پینل طباطت خود را آغاز کرد، از حرص و بی تفاوتی پزشکان همکار خود به قدری ناراحت شد که به پاریس رفت و در آنجا بر درمان افراد فقیر شهر تمرکز کرد.
پینل زمانی به بیماری روانی علاقه مند شد که یکی از دوستان نزدیکش به اختلال روانی مبتلا شد و او نتوانست وی را درمان کند.  انگیزه پینل برای خدمت به بیماران روانی این بود که وقتی یک دوستانش دچار کسالت روانی شد و او را به زنجیر بسته بودند. فیلیپ پینل از دیدن این منظره متأثر شد و به فکر افتاد به این بیماران کمک کند. او نوشته های موجود درباره بیماری روانی را مطالعه کرد وبا متخصصان مشهور مشورت کرد و این اطلاعات درباره بیماری روانی رابه جز کار ژوزف داکین اصولا بی ارزش یافت. داکین معتقد بود که بیماری روانی، پدیده‌ای طبیعی است که باید با روش های علم طبیعی بررسی و درمان شود. پینل و داکین دوستان صمیمی شدند و داکین دومین ویراست کتاب فلسفه دیوانگی خود را به پینل اهدا کرد.  پینل نگارش مقالات با نفوذی را آغاز کرد که در آنها از درمانی انسانی افراد مبتلا به اختلالات روانی دفاع کرد.

## مدیریت بیمارستان روانی بیستر
در سال 1793 پینل مدیر تیمارستان بیستر شد که از سال 1660 نهادی برای دیوانگان بود. پینل بعد از گردش در قسمت های مختلف این تیمارستان دریافت که اغلب محبوسان زنجیر شده بودند و نگهبانانی برای جلوگیری از گریختن آنها در اطراف دیوارها گشت می زدند. پینل اجازه خواست تا این زندانیان را از زنجیر هایشان آزاد کند، و با اینکه مقامات فکر کردند که پینل خودش به خاطر چنین درخواستی دیوانه است، ولی با اکراه این اجازه را به او دادند. پینل با احتیاط پیش رفت. او در سال 1793 زنجیر ها را از تعداد کمی از محبوسان برداشت و پیامدهای آن را با دقت مشاهده کرد.
اولین محبوسی که زنجیر از او برداشته شد، یک سرباز انگلیسی بود که یک بار با زنجیرش به سر یکی از نگهبانان کوبیده و فرد پرخاشگری محسوب  شده بود. بعد از اینکه او از زنجیرهایش آزاد شد، ثابت کرد که خشن نیست و به پینل در مراقبت کردن از محبوسان دیگر کمک کرد. دوسال بعد ، این سرباز از بیِستر مرخص شد. 

## اقدمات پینل در تیمارستان بیستر
1. او بیماران زندانی شده را از تمام قید و بندهای آنها آزاد کرد.
2. جیره غذایی بیماران روانی را بهبود بخشید.
3. حجامت را متوقف کرد.
4. تمام درمان های خشن مانند چرخاندن بیمار در صندلی و کتک وشکنجه را ممنوع کرد.
5. ممنوع کردن هرگونه تنبیه فیزیکی بیماران روانی
6. ممنوع کردن انجام جن گیری بر روی بیماران روانی.[۶]

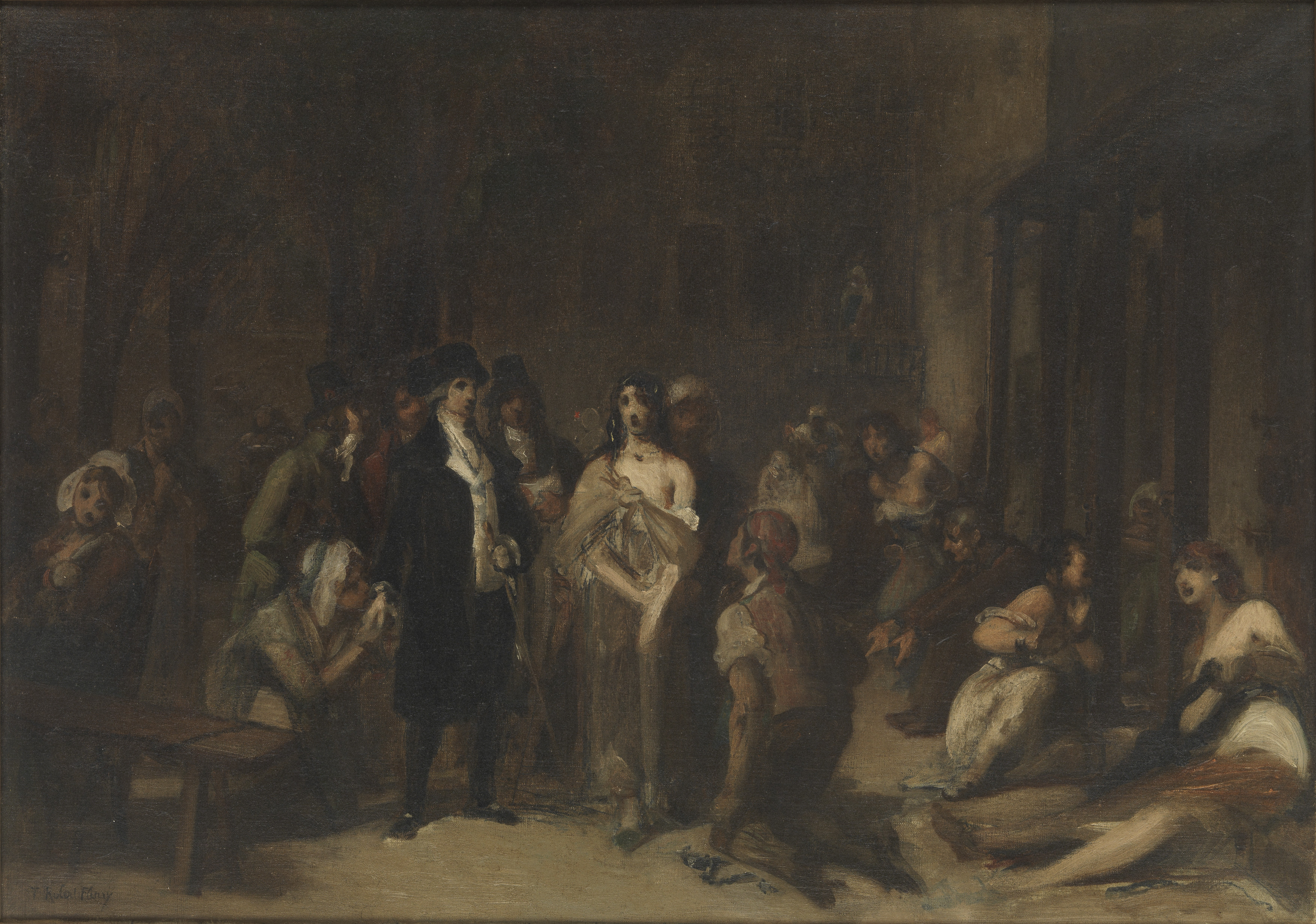
پینل بیماران روانی را از زنجیر آزاد می کند

برخلاف تنبیه و شکنجه که در درمان بیماران روانی و عقب مانده ذهنی در آن دوران رایج بود، پینل به دلجویی از بیماران پرداخت و برای آنان برنامه‌های تفریحی و گردش در نظر گرفت. پینل نوآوری هایی نیز در درمان بیماری های روان داشت. او انواع مختلف بیماران را تفکیک کرد،  از حمام گرفتن و مسهل های ملایم به عنوان درمان های جسمانی طرفداری کرد و با استفاده از هر گونه تنبیه یا جن گیری مقابله کرد علاوه بر این پینل اولین کسی بود که شرح حال و آمار دقیق از بیمارانش تهیه کرد.روشی که پینل استفاده کرد بعدها به درمان اخلاقی مشهور شد، زیرا پینل بود که زندان را تبدیل به بیمارستان کرد.

## نتیجه اقدامات پینل در تیمارستان بیستر
تحت مدیریت پینل و اقدامت او 
- تعداد مرگ محبوسان به مقدار زیادی کاهش یافت
- تعداد محبوسانی نیز که مداوا و مرخص شدند بسیار افزایش یافت.

موفقیت او در بیستر، به انتصاب وی در سال 1795 به عنوان مدیر سالپتریر بزرگترین تیمارستان در اروپا که 8000 بیمار روانی زن را جای داده بود، انجامید. پینل با دنبال کردن همان روش‌هایی که در بیستر اجرا کرده بود، در این تیمارستان نیز موفقیت زیادی کسب کرد. وقتی او در سال 1826 در اثر ذات الریه در گذشت مراسم خاکسپاری برایش ترتیب دادند که نه تنها افراد با نفوذ در اروپا بلکه صدها شهروند عادی از جمله تعدادی از بیماران سابق در تیمارستان های بیستر و سالپتریر در آن شرکت کردند. 

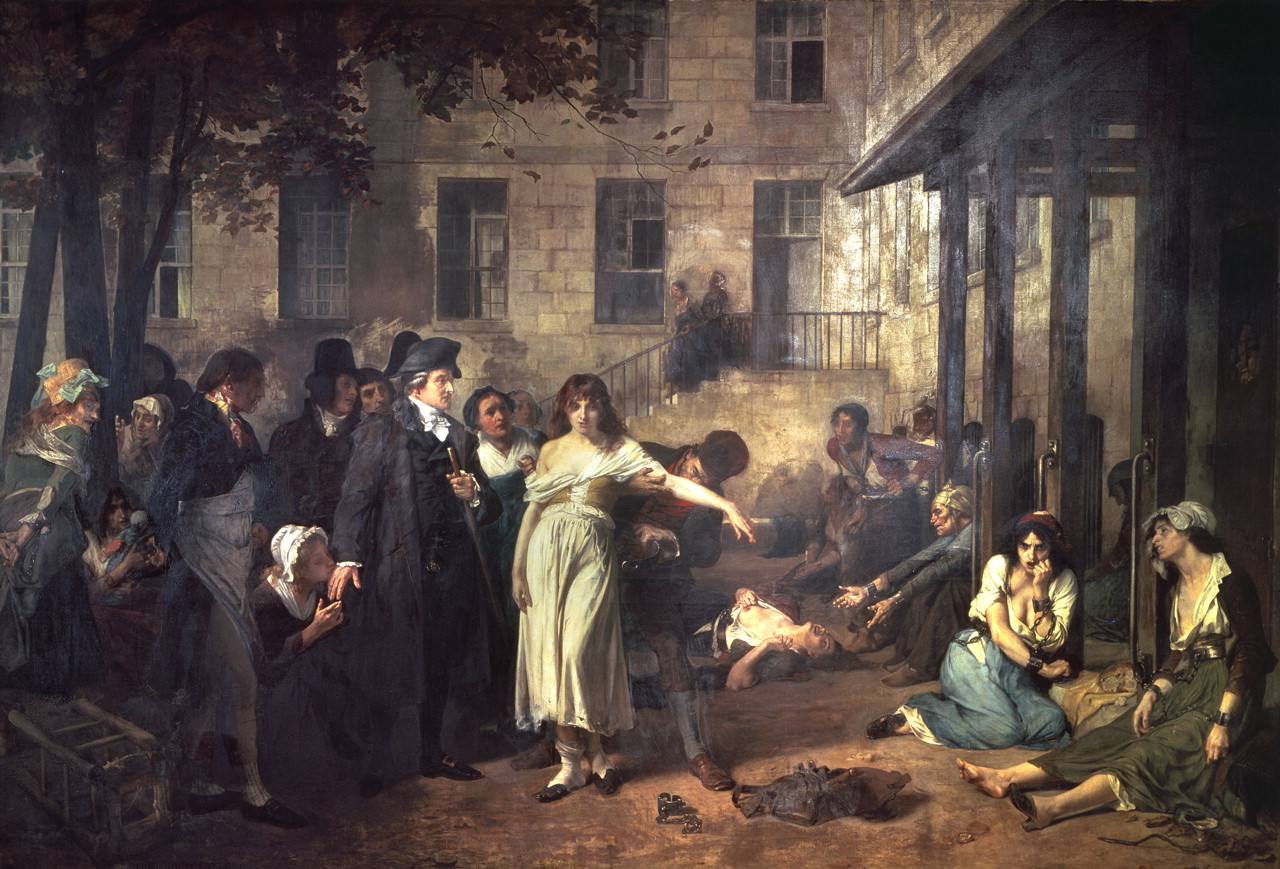
روانپزشک فرانسوی فیلیپ پینل بیماران روانی سالپتریر را از زنجیر آزاد می کند.

پینل بعد از اینکه به عنوان آزمایش غل و زنجیر از گردن بیماران برداشت، عده ای که بیماران را جانوران می‌پنداشتند، گمان کردند که خود پینل نیز دیوانه است، اما در کمال شگفتی دیدند این آزمایش نتایج نیکوئی به بار آورد. بسیاری از مردمانی که سال‌ها بود آن‌ها را دیوانه می‌پنداشتند و کسی امیدی به بهبودی شان نداشت وقتی از بند رها شدند و در اتاقک‌های پاکیزه با آن‌ها به مهربانی رفتار شد، بهبود یافتند و از بیمارستان مرخص شدند.
تا اندازه ای به خاطر موفقیت پینل و تا اندازه ای در اثر روح زمانه افرادی در سرتاسر اروپا و ایالات متحده از درمان بشر دوستانه بیماران روانی دفاع کردند.

## رساله پزشکی
اولین بار در سال ۱۸۰۱ پینل در کتابی به نام (رساله پزشکی فلسفی دربارهٔ جنون شوق و شور) نتیجه ده سال مطالعات خود دربارهٔ بیماری‌های روانی و عقب ماندگی ذهنی را ارائه کرد.